# 무단장시
무단장시(중국어: 牡丹江市, 병음: Mǔdanjiāng shì)는 중화인민공화국 헤이룽장성 정부직속의 한 지급시로, 중국 국경 무역도시이고, 북방의 저명한 여행도시이다.

## 개요
무단장시는 헤이룽장성에서 세 번째로 큰 도시이고, 또한 헤이룽장성 동부의 가장 큰 도시로 정치, 문화, 교통, 과학기술, 경제의 중심 지역이다. 총면적은 4.06만km2, 인구는 280만 명이고, 그중 시가지역의 인구는 82만 명이다. 시의 인민정부는 강남신구에 주재하고 있다.

## 지리
헤이룽장성의 동남부의 지린성 경계지구에 위치하며 러시아와 인접하여 경내의 쑤이펀허시와 둥닝현은 중국과 러시아가 진행하고 있는 무역의 중요 항구이다.
동쪽은 러시아 연방 연해주 지방과 접하며, 남쪽은 지린성 연변 조선족 자치주와 접한다. 북부는 헤이룽장성 지시시(鶏西市), 서부는 성도인 하얼빈시와 접한다.
쑹화강(松花江)의 가장 큰 지류인 무단강(牡丹江)은 시가지를 가로로 걸치고 있기 때문에 이름을 떨칠 수 있었다.

### 기후
냉대 동계 소우 기후로 겨울은 매우 춥고 최저 기온이 영하 30도에 이르는 날도 적지 않다. 연평균 기온은 3.9도이다.
| 무단장시 (1991년~2020년)의 기후 | 무단장시 (1991년~2020년)의 기후 | 무단장시 (1991년~2020년)의 기후 | 무단장시 (1991년~2020년)의 기후 | 무단장시 (1991년~2020년)의 기후 | 무단장시 (1991년~2020년)의 기후 | 무단장시 (1991년~2020년)의 기후 | 무단장시 (1991년~2020년)의 기후 | 무단장시 (1991년~2020년)의 기후 | 무단장시 (1991년~2020년)의 기후 | 무단장시 (1991년~2020년)의 기후 | 무단장시 (1991년~2020년)의 기후 | 무단장시 (1991년~2020년)의 기후 | 무단장시 (1991년~2020년)의 기후 |
| 월                              | 1월                             | 2월                             | 3월                             | 4월                             | 5월                             | 6월                             | 7월                             | 8월                             | 9월                             | 10월                            | 11월                            | 12월                            | 연간                            |
| ------------------------------- | ------------------------------- | ------------------------------- | ------------------------------- | ------------------------------- | ------------------------------- | ------------------------------- | ------------------------------- | ------------------------------- | ------------------------------- | ------------------------------- | ------------------------------- | ------------------------------- | ------------------------------- |
| 역대 최고 기온 °C (°F)          | 3.5 (38.3)                      | 11.5 (52.7)                     | 19.5 (67.1)                     | 30.3 (86.5)                     | 33.4 (92.1)                     | 37.9 (100.2)                    | 38.4 (101.1)                    | 36.0 (96.8)                     | 31.0 (87.8)                     | 27.3 (81.1)                     | 19.5 (67.1)                     | 8.9 (48.0)                      | 38.4 (101.1)                    |
| 일평균 최고 기온 °C (°F)        | −10.0 (14.0)                    | −4.3 (24.3)                     | 3.7 (38.7)                      | 14.0 (57.2)                     | 21.2 (70.2)                     | 26.1 (79.0)                     | 28.3 (82.9)                     | 27.0 (80.6)                     | 22.0 (71.6)                     | 13.4 (56.1)                     | 1.4 (34.5)                      | −8.0 (17.6)                     | 11.2 (52.2)                     |
| 일일 평균 기온 °C (°F)          | −16.3 (2.7)                     | −11.3 (11.7)                    | −2.4 (27.7)                     | 7.3 (45.1)                      | 14.5 (58.1)                     | 19.8 (67.6)                     | 22.7 (72.9)                     | 21.3 (70.3)                     | 15.1 (59.2)                     | 6.5 (43.7)                      | −4.2 (24.4)                     | −13.6 (7.5)                     | 4.9 (40.9)                      |
| 일평균 최저 기온 °C (°F)        | −21.4 (−6.5)                    | −17.2 (1.0)                     | −8.1 (17.4)                     | 1.1 (34.0)                      | 8.3 (46.9)                      | 14.3 (57.7)                     | 18.0 (64.4)                     | 16.9 (62.4)                     | 9.5 (49.1)                      | 0.8 (33.4)                      | −8.8 (16.2)                     | −18.1 (−0.6)                    | −0.4 (31.3)                     |
| 역대 최저 기온 °C (°F)          | −35.3 (−31.5)                   | −35.3 (−31.5)                   | −23.5 (−10.3)                   | −9.7 (14.5)                     | −2.5 (27.5)                     | 5.8 (42.4)                      | 11.2 (52.2)                     | 7.1 (44.8)                      | −2.1 (28.2)                     | −13.4 (7.9)                     | −25.2 (−13.4)                   | −32.0 (−25.6)                   | −35.3 (−31.5)                   |
| 평균 강수량 mm (인치)           | 6.7 (0.26)                      | 5.5 (0.22)                      | 14.8 (0.58)                     | 28.0 (1.10)                     | 64.5 (2.54)                     | 83.5 (3.29)                     | 130.8 (5.15)                    | 122.8 (4.83)                    | 58.7 (2.31)                     | 33.6 (1.32)                     | 20.5 (0.81)                     | 7.7 (0.30)                      | 577.1 (22.71)                   |
| 평균 강수일수 (≥ 0.1 mm)        | 4.7                             | 4.2                             | 7.1                             | 8.3                             | 13.7                            | 15.3                            | 13.9                            | 14.1                            | 10.3                            | 8.0                             | 6.6                             | 5.9                             | 112.1                           |
| 평균 강설일수                   | 7.9                             | 7.2                             | 9.3                             | 4.0                             | 0.1                             | 0                               | 0                               | 0                               | 0.1                             | 2.4                             | 8.1                             | 9.5                             | 48.6                            |
| 평균 상대 습도 (%)              | 67                              | 61                              | 56                              | 52                              | 58                              | 67                              | 74                              | 77                              | 73                              | 65                              | 65                              | 67                              | 65                              |
| 평균 월간 일조시간              | 157.9                           | 182.4                           | 211.3                           | 203.0                           | 221.1                           | 220.4                           | 207.8                           | 193.8                           | 211.1                           | 188.5                           | 148.5                           | 142.5                           | 2,288.3                         |
| 가능 일조율                     | 55                              | 62                              | 57                              | 50                              | 48                              | 48                              | 45                              | 45                              | 57                              | 56                              | 52                              | 52                              | 52                              |
| 출처: 중국기상국                |                                 |                                 |                                 |                                 |                                 |                                 |                                 |                                 |                                 |                                 |                                 |                                 |                                 |

## 역사

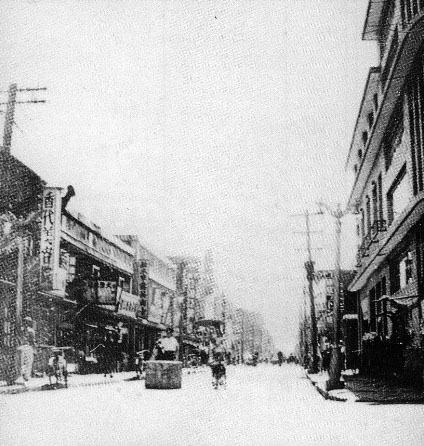
1942년의 무단장 시가지

고대 발해의 영역으로 닝안시 보하이진에는 발해의 수도 상경용천부의 유적이 남아 있고, 시역 전체에 많은 발해 무덤이 발굴되고있다. 또한 닝안시의 구 시가지(구칭: 영고탑)에 청나라 초에 영고탑 장군이 두어져, 청의 만주 지배의 거점이 되었다.
무단장은 만주에서 무단우라(穆丹烏拉, '구불구불한 강')로 불리며 무단장(牡丹江)으로 표기되었다.
무단장의 도시로의 역사는 짧아 약 70년 정도에 지나지 않는다. 일대는 무단강 연안 습지대이자 원주민의 삼림 지대로 인가가 없는 황무지였다. 러시아가 둥칭 철도를 부설할 때 (구) 무단장역이 설치되었고 청나라의 붕괴와 함께 많은 중국인이나 조선인이 이주하여 농업 등을 시작했다.
만주사변 이후 만주국이 탄생하면서, 만주 동부의 광산자원과 산림자원 개발 및 연해주, 소련에 대한 장래의 군사 작전을 위해 많은 철도가 부설되었다.
1934년 투먼과 닝안을 잇는 투닝선(図寧線)의 전 노선이 개통하면서 닝베이역 부근에는 수천 명의 일본인과 조선인들이 정착했고, 역 주변에 바둑판 모양의 도시 계획이 이루어졌다. 1937년 12월, 무단장성이 분리되면서, 닝베이역 부근의 도시는 그 성도인 무단장시가 되었다. 무단장시는 베이젠다오의 거점으로서 관동군이 기지를 두고 일본의 다양한 회사가 목재, 화학 식품 등의 공장이 진출해 공업 도시로서 인구가 급증했다. 한편, 산지는 중국인이나 조선인이 항일 부대의 거점을 두고 활동하고 있었다.
무단장은 1945년 8월에 소련이 점령했다가 이후 중국 공산당군이 점령했다. 중화인민공화국 성립 후 무단장성의 일부였다가 헤이룽장성 관할로 재편되었다. 무단장시는 둥베이 최고의 공업 도시로 많은 공장과 이민자들이 모여 들었다.

## 인구와 민족
무단장시의 총인구는 280만 명(2006년)인데, 그중 대부분의 인구 및 후대 모두 1930년대부터 1960년대에서 온 것으로, 촹관둥(중국어 간체자: 闯关东, 병음: Chuǎngguāndōng)시기의 산둥성과 허베이성의 민중 및 그 후대이다. 1930년대 전의 원주민은 거의 만주족이었다. 현재 도시에는 38개의 소수민족이 있고, 그 인구는 24만 명에 도달하며, 시 전체 총인구의 8.7%를 차지하고 있다. 그중 조선족 시민이 다수를 차지하는데, 대부분 시안구에 분포해 있고, 또한 “조선 민족 풍정가”등 한민족의 색채가 강한 시설도 건설하였다.

## 경제
무단장시의 경제수입은 주로 관광업과 경공업에서 오는 것이다. 최근 몇 년 동안 국경무역 분야가 확장되어 새로운 경제 증장 점을 이룩하였고, 경제대외무역 헤이룽장성의 모든 무역 중 75% 이상을 차지하고 있으며, 러시아와 무역하는 최대의 무역도시가 되었다.

## 교통
무단장시는 하얼빈과 러시아 블라디보스토크를 거쳐 일본 니가타에 이르는 국제 대로의 중간에 위치하며, 경내에서 3개의 현(시)가 러시아와 접경하며, 국경 길이가 221km로, 러시아 극동과 100년 이상의 무역 역사를 가지고 있다.  무단장시는 블라디보스토크와 직선거리로 248km 떨어져 있고, 나홋카와 직선거리로 331km, 가장 가까운 헤이룽장성 항구에서부터 러시아의 블라디보스토크 태평양 연안까지 340km에 이르며, 헤이룽장성에서 동쪽의 블라디보스토크, 남쪽의 두만강을 통한 수송 허브로, 일본에서 다롄항까지의 1600km보다 훨씬 짧다. 경내에는 많은 개항지가 있으며, 관내에서는 무단장 공항, 쑤이펀허 철로·공로, 훙닝 공로의 4개가 있어, 연간화물 수송량은 700만톤, 승객 수송량은 200만으로, 동아시아 지역 경제 협력에서 중요한 인사흐름, 물류유통, 정보전달의 교통 중심지이다.

### 도시 철도
무단장 경궤(牡丹江輕軌) 1차 구간은 2008년 국가발개위와 철도부, 헤이룽장성 정부의 투자승인 개시계획을 거쳐 시작되었고, 2010년 7월에 착공하였다. 무단장시에서 시작되어 쑤이펀허시까지 이르는 이 노선은 총연장 138km로 지어지며 108억위안(약 1조8000억원)이 투자되었다. 노선을 따라 총 20개의 역과 40개의 승강장이 설치되어 있으며, 무단장 시내에 위치한 무단장역, 양밍구의 톄링역(鐵嶺站), 모다오스역(磨刀石站), 우린역(五林站) 등이 포함된다.
2010년 7월부터 2차 구간 건설 계획이 시작되어, 무단장역에서, 개발중인 징포호(鏡泊湖)의 징포진(鏡泊鎮)까지 총길이 120km에 이르며, 무단장역, 시안구의 웬춘역(溫春站), 닝안역(寧安站), 둥징청역(東京城站), 징포후역(鏡泊湖站) 등 5개의 역이 설치되었다.

### 공항
무단장 하이랑 국제공항

### 도로

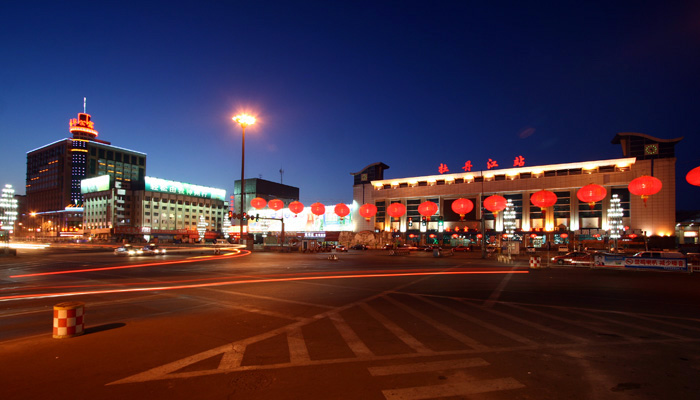
무단장역, 2008년 2월 촬영

- 허다 고속공로 (허강~다롄)
- 하무 고속공로 (하얼빈~무단장)
- 201국도,  301국도

### 철도
- 무단장역 (중국철도 특등역)
- 다무 철로 (다롄~무단장) : 건설중
- 빈쑤이 철로 (하얼빈－쑤이펀허)
- 무자 철로 (무단장~자무쓰)
- 무투 철로 (무단장~투먼)
- 하무 여객전용선 (시속 200km의 설계 속도)
- 무쑤이 성제철로 (시속 200km의 설계 속도)[9]

## 행정구역

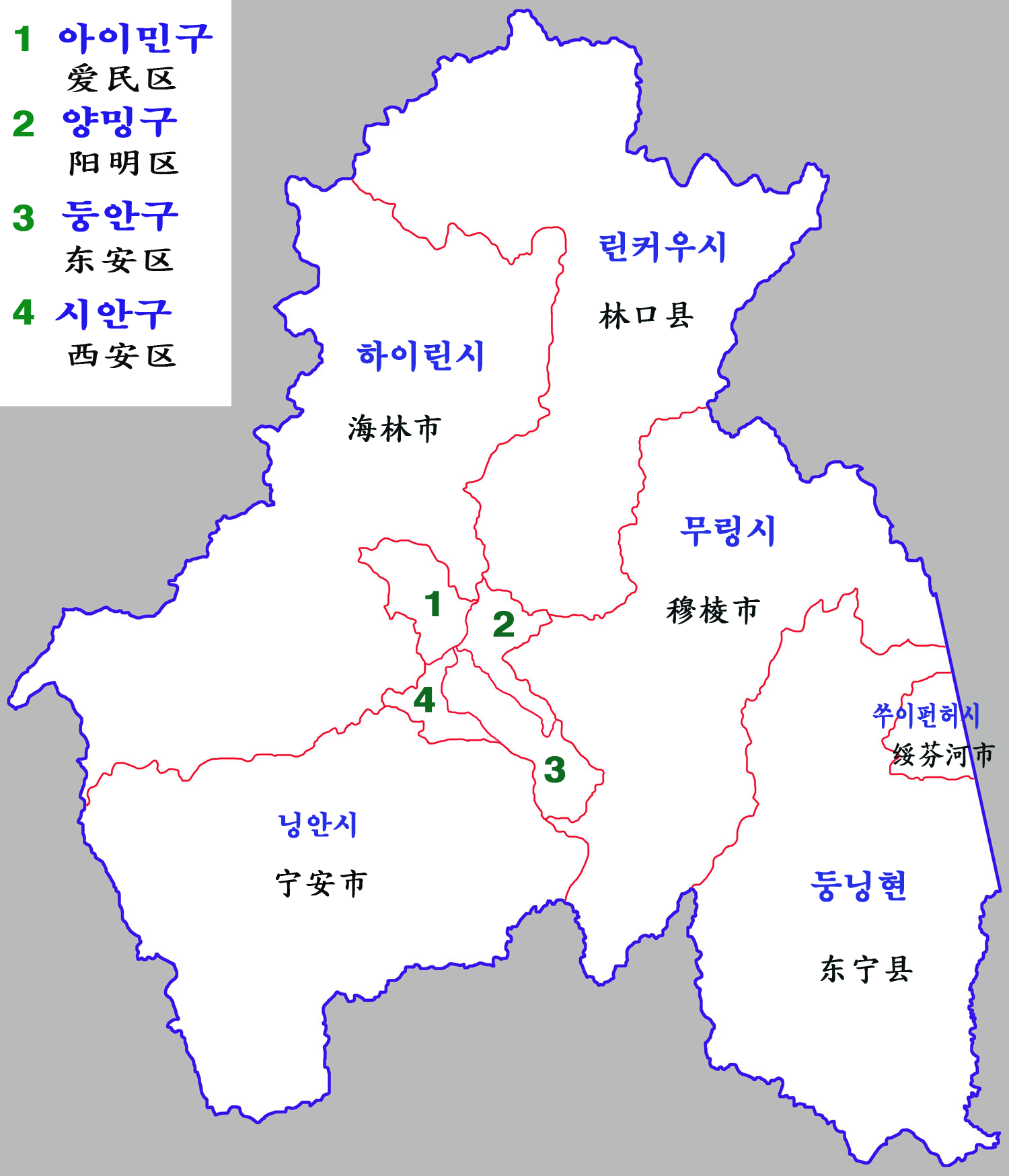
무단장시 현급구역

무단장시는 4개의 시할구, 5개의 시, 1개의 현으로 구성되어있다.

### 시할구
- 아이민구(중국어 간체자: 爱民区, 정체자: 愛民區 애민구[*])
- 둥안구(중국어 간체자: 东安区, 정체자: 東安區 동안구[*])
- 양밍구(중국어 간체자: 阳明区, 정체자: 陽明區 양명구[*])
- 시안구(중국어 간체자: 西安区, 정체자: 西安區 서안구[*])

### 현급시
- 쑤이펀허시(중국어 간체자: 绥芬河市, 정체자: 綏芬河市 수분하시[*])
- 닝안시(중국어 간체자: 宁安市, 정체자: 寧安市 영안시[*])
- 하이린시(중국어: 海林市 해림시[*])
- 무링시(중국어 간체자: 穆棱市 목릉시t=穆稜市[*])
- 둥닝시(중국어 간체자: 东宁市, 정체자: 東寧市 동녕현[*])

### 현
- 린커우현(중국어 간체자: 林口县 임구현[*])

## 자매 도시
- 일본 오쓰시
- 핀란드 위볘스크위예시
- 러시아 우수리스크
- 대한민국 파주시

## 같이 보기
- 한경